# Исайя, Алан Максим
Алан Максим Исайя (англ. Alain Maxime Isiah; род. 19 декабря 1977) — сент-китс и невисский легкоатлет, выступавший в беге на короткие дистанции. Участник летних Олимпийских игр 1996 года, серебряный призёр чемпионата Центральной Америки и Карибского бассейна 1999 года.

## Биография
Алан Максим Исайя родился 19 декабря 1977 года.
В 1996 году вошёл в состав сборной Сент-Китса и Невиса на летних Олимпийских играх в Атланте. В эстафете 4х100 метров сборная Сент-Китса и Невиса, за которую также выступали Рикардо Лидди, Бертрам Хейнс и Ким Коллинз, заняла в четвертьфинале 4-е место, показав результат 40,12 секунды и уступив 1,14 секунды попавшей в полуфинал с 3-го места команде Сьерра-Леоне.
В 1999 году завоевал серебряную медаль чемпионата Центральной Америки и Карибского бассейна в Бриджтауне в эстафете 4х100 метров, выступая вместе с Кимом Коллинзом, Кервином Уоллесом и Кевином Артуртоном (40,83).

## Личный рекорд
- Бег на 100 метров — 10,61 (2000)[3]